# اذكر يوم السبت لتقدسه
اُذْكُرْ يَوْمَ السَّبْتِ لِتُقَدِّسَهُ (بالعبرية: זָכוֹר אֶת יוֹם הַשַׁבָּת לְקַדְּשׁוֹ) هي الوصية الثالثة أو الرابعة (حسب اختلاف التفسير) من الوصايا العشر في الكتاب المقدس العبري، والتي كُتبت على ألواح موسى. الوصية حسب سفر الخروج وسفر التثنية: «اُذْكُرْ يَوْمَ السَّبْتِ لِتُقَدِّسَهُ. سِتَّةَ أَيَّامٍ تَعْمَلُ وَتَصْنَعُ جَمِيعَ عَمَلِكَ، وَأَمَّا الْيَوْمُ السَّابعُ فَفِيهِ سَبْتٌ لِلرَّبِّ إِلهِكَ. لاَ تَصْنَعْ عَمَلًا مَا أَنْتَ وَابْنُكَ وَابْنَتُكَ وَعَبْدُكَ وَأَمَتُكَ وَبَهِيمَتُكَ وَنَزِيلُكَ الَّذِي دَاخِلَ أَبْوَابِكَ. لأَنْ فِي سِتَّةِ أَيَّامٍ صَنَعَ الرَّبُّ السَّمَاءَ وَالأَرْضَ وَالْبَحْرَ وَكُلَّ مَا فِيهَا، وَاسْتَرَاحَ فِي الْيَوْمِ السَّابعِ. لِذلِكَ بَارَكَ الرَّبُّ يَوْمَ السَّبْتِ وَقَدَّسَهُ.»
علق القرآن على عبارة «وَاسْتَرَاحَ فِي الْيَوْمِ السَّابعِ» في هذه الوصية فقال ﴿وَلَقَدْ خَلَقْنَا السَّمَاوَاتِ وَالْأَرْضَ وَمَا بَيْنَهُمَا فِي سِتَّةِ أَيَّامٍ وَمَا مَسَّنَا مِنْ لُغُوبٍ ۝٣٨﴾ [ق:38]، واللغوب هو النصب والتعب، قال قَتَادَةَ: «قَالَتِ الْيَهُودُ: إِنَّ اللَّهَ خَلَقَ السَّمَوَاتِ وَالْأَرْضَ فِي سِتَّةِ أَيَّامٍ ، فَفَرَغَ مِنَ الْخَلْقِ يَوْمَ الْجُمُعَةِ، وَاسْتَرَاحَ يَوْمَ السَّبْتِ، فَأَكْذَبَهُمُ اللَّهُ، وَقَالَ: (وَمَا مَسَّنَا مِنْ لُغُوبٍ).»

## خلفية
وفقا للرواية الكتابية عندما أمر الرب بني إسرائيل بالوصايا العشر على جبل سيناء التوراتي، أمروهم أن يتذكروا السبت ويقدسونه من خلال عدم القيام بأي عمل والسماح للأسرة بأكملها بالتوقف عن العمل. ويعتبر طقس يوم السبت اعترافًا بخلق الرب للخليقة والوضع الخاص الذي منحه الرب لليوم السابع خلال أسبوع الخلق.

## التفسير القديم
تصور التوراة مفهوم السبت من حيث الراحة في اليوم السابع والسماح للأرض بالاستلقاء خلال كل عام سابع. ويُوصف الدافع بأنه يتجاوز علامة وتذكر راحة يهوه الأصلية خلال أسبوع الخلق، ويمتد إلى أن الخدم والعائلة والماشية قادرون على الراحة والانتعاش من عملهم. تصف التوراة عقوبة عصيان الأمر بتقديس يوم السبت بأنه يعاقب عليه بالموت. ويُعتبر يوم الغفران «سبت السبت».

### العهد الجديد
تتكرر الضرورات الأخلاقية التي تعكس تسع من الوصايا العشر في العهد الجديد، لكن الوصية الخاصة بالسبت غائبة بشكل ملحوظ. في العهد الجديد يقول يسوع بأن اليهود لا يفهمون الناموس الموسوي بتقديس السبت بشكل صحيح.